# Djibril Kébé
Djibril Kebe (Kébémer, 19 maggio 1975) è un attore senegalese.

## Biografia
Djibril Kébé debutta come attore nel 2003, quando viene scelto per interpretare il ruolo di Assane, il protagonista del film Lettere dal Sahara di Vittorio De Seta. 
Per il film ottiene numerosi riconoscimenti e premi in tutta Italia, quali la menzione all'attore protagonista del Premio Arcobaleno durante il Festival di Venezia 2006, e il premio Stella ARCI/UCCA - Il cinema contro il razzismo. 
Successivamente Kébé lavorerà anche in La passione di Carlo Mazzacurati del 2010 e La vita facile di Lucio Pellegrini del 2011. Ha inoltre Partecipato in varie produzioni televisive come Agrodolce in cui interpreta il ruolo ricorrente di Khafi (2008) e Il segreto dell'acqua di Renato De Maria (2010). Nel 2011 è nel film Amanda Knox (Amanda Knox: Murder on Trial in Italy) per la regia di Robert Dornhelm, nel quale oltre ad interpretare il ruolo di Rudy Guede, è anche l'autore e l'interprete di Le Coeur, un brano presente nella colonna sonora del film.

## Filmografia

### Cinema
- Lettere dal Sahara, regia di Vittorio De Seta (2006)
- La passione, regia di Carlo Mazzacurati (2010)
- La vita facile, regia di Lucio Pellegrini (2011)
- Carta Bianca regia di Andres Arce Maldonado (2012)

### Televisione
- Amanda Knox (Amanda Knox: Murder on Trial in Italy), regia di Robert Dornhelm – film TV (2011)
- Il segreto dell'acqua – serie TV, 6 episodi (2011)

### Doppiaggio
- Faysal Ahmed in Captain Phillips - Attacco in mare aperto